# Dmitri Zhuravski

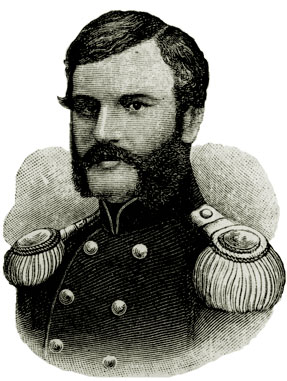
Dmitri Zhuravski.

Dmitri Ivánovich Zhuravski (en ruso, Дми́трий Ива́нович Жура́вский, a veces adaptado de la transcricpión francesa como Jourawski y también como Dmitrij Ivanovič Žuravskij) (n. Rusia, 1821-1891) fue un ingeniero ferroviario y de puentes ruso que desarrolló por primera vez la teoría aproximada para el cálculo de tensiones cortantes en vigas.

## Biografía y logros
Zhuravskii asistió al liceo de Nezhin (Nizhyn) y posteriormente ingresó en la Universidad Estatal de Ingenieros de Caminos de San Petersburgo donde fue influido por el profesor y académico Mijaíl Ostrogradski. Se graduó en esta universidad, siendo el primero de promoción en 1842.
En 1844, solo dos años después de graduarse en el Instituto de ingenieros de vías de comunicación en San Petersburgo, le fue asignada la tarea de diseñar y construir un gran puente en la línea ferroviaria de Moscú - San Petersburgo. En 1857-58 lideró la reconstrucción de la catedral de San Pedro y San Pablo en San Petersburgo. En 1871–76 tomó parte en la reconstrucción del sistema de canales de Mariinsky Algunas de las memorias técnicas publicadas le valieron ser galardonado con el prestigioso premio Demidov en 1855 otorgado por la Academia Rusa de Ciencias.

## Fórmula de Collignon-Zhuravski
Tras haber desarrollado algunas obras importantes, Zhuravski había notado que algunas de las grandes vigas de madera se fracturaban en sentido longitudinal en los centros de las secciones transversales, donde él sabía que los esfuerzos de flexión eran nulos (ver fibra neutra). Zhuravski dibujó diagramas de cuerpo libre y descubrió rápidamente la existencia de esfuerzos cortantes horizontales en las vigas. Obtuvo la fórmula del cortante y aplicó su teoría a varias formas de vigas Esa misma fórmula a veces conocida como fórmula de Collignon-Zhuravski, es a veces atribuida a Collingnon quien al igual que Zhuravski tuvo un papel destacado en la construcción de líneas de ferrocarril en Rusia.
Aunque la teoría exacta para los esfuerzos cortantes en vigas fue obtenida por Saint-Venant, es útil en muy pocos casos prácticos.